# Riccarda Richter
Riccarda Richter (* 1995 in Mainz) ist eine deutsche Schauspielerin.
Nach dem Abitur absolvierte Richter eine Schauspielausbildung an der Film Acting School Cologne in Köln und lernte an der Royal Academy of Dramatic Art.

## Filmografie (Auswahl)
- 2017: Eleanor & Colette
- 2018: Professor T.
- 2019: Hashtag Daily – Die Daily Soap auf dem Smartphone
- 2020: Die Läusemutter
- 2022: Die Eltern meiner Freundin
- 2022: Die dreifache Schnur
- 2024: Baba Kush
- 2024: Tatort: Colonius